# H2O: Just Add Water
H2O: Just Add Water (alternativ svensk Netflix-titel: H2O: tillsätt bara vatten) är en australiensisk TV-serie för barn och ungdomar. Serien visas på Netflix med svensk undertext.
Serien handlar om tre tjejer som blir sjöjungfrur när de vidrör vatten.

## Handling
Serien handlar om tre tonårstjejer som delar en hemlighet; de blir sjöjungfrur med magiska krafter så fort de vidrör vatten. Emma kan frysa vatten, Cleo kan dirigera vatten och Rikki kan värma vatten. Det är inget lätt liv och de kämpar dagligen för att undgå upptäckt. Till sin hjälp har de sin vän Lewis, den rationellt tänkande och det naturvetenskapliga geniet i serien som gör att det hela inte går fullständigt överbord för tjejerna, när de desperat försöker undvika kontakt med vatten i vardagslivet på land. Serien följer deras liv, kantat av vardagliga tonårsbekymmer samt livet som sjöjungfrur med magiska krafter, som både kan hjälpa till och vara till besvär.
I säsong två kommer nya personer in i serien och fler sjöjungfrur; bland annat Charlotte, som blir kär i Lewis och försöker stjäla honom samt besegra de tre flickorna. I säsong tre försvinner Emma, men i stället kommer två nya personer in i serien; Indiana Evans som Bella Hartley och Luke Mitchell som Will Benjamin. Bella har varit sjöjungfru sedan hon var nio år gammal och har kraften att förvandla vatten till gelé samt till ett ämne lika hårt som sten. Bella blir kär i Will redan första gången hon ser honom, men hon måste tänka efter. Hur bra är det för henne, Rikki och Cleo, just när de blir immuna mot fullmånens effekter sänder den ut något annat för att fånga dem. Tillsammans med deras nya vän, försöker de ta reda på vad det är som har påverkat förändringen.

## Huvudkaraktärer
- Claire Holt - Emma Gilbert, säsong 1 & 2
  - Beata Hedman - svensk röst
- Cariba Heine - Rikki Chadwick, alla säsonger
  - Mimmi Sandén - svensk röst
- Phoebe Tonkin - Cleo Sertori, alla säsonger
  - Norea Sjöquist - svensk röst
- Indiana Evans - Isabella "Bella" Hartley, säsong 3
  - Elsa Meyer - svensk röst
- Angus McLaren - Lewis McCartney, alla säsonger
  - Sebastian Karlsson - svensk röst
- Luke Mitchell - Will Benjamin, säsong 3
  - Fabian Lundström - svensk röst

## Biroller
- Burgess Abernethy - Zane Bennett, alla säsonger
  - Max Kenning (säsong 1), Karl Nygren (säsong 2-3) - svensk röst
- Brittany Byrnes - Charlotte Watsford, säsong 2
- Craig Horner - Ash Dove, säsong 2
- Taryn Marler - Sophie Benjamin, säsong 3
  - Paulina Åberg - svensk röst

## Spinn offs
- Mako: Island of Secrets eller mako mermaids